# Fotogrammi d'argento 2009
La 59ª edizione dei Fotogrammi d'argento, assegnati dalla rivista spagnola di cinema Fotogramas, si è svolta il 2 marzo 2009.

## Premi e candidature

### Miglior film spagnolo
- Tiro en la cabeza, regia di Jaime Rosales

### Miglior film straniero
- Onora il padre e la madre (Before the Devil Knows You're Dead), regia di Sidney Lumet  ·   Stati Uniti

### Fotogrammi d'onore
- José Sazatornil

### Miglior attrice cinematografica
- Maribel Verdú - Los girasoles ciegos
- Penélope Cruz - Vicky Cristina Barcelona
- Marian Álvarez - Lo mejor de mí

### Miglior attore cinematografico
- Javier Cámara - Fuori menù (Fuera de carta)
- Raúl Arévalo - Los girasoles ciegos
- Eduard Fernández - 3 días

### Miglior attrice televisiva
- Patricia Vico - Hospital Central
- Carmen Machi - Aída
- Amparo Baró - El Internado

### Miglior attore televisivo
- Miguel Ángel Silvestre - Sin tetas no hay paraíso
- Paco León - Aída
- Imanol Arias - Cuéntame cómo pasó

### Miglior attrice teatrale
- Anabel Alonso - Nunca estuviste tan adorable
- Blanca Portillo - Barroco
- Maribel Verdú - Un dios salvaje

### Miglior attore teatrale
- Juan Diego Botto - Amleto
- Paco León - ¿Estás ahí?
- Jordi Rebellón - Mentiras, incienso y mirra

### Interprete più ricercato su www.fotogramas.es
- Miguel Ángel Silvestre[3]
- Penélope Cruz
- Javier Bardem